# 奧雷斯蒂斯·卡爾內齊斯
奧雷斯蒂斯·卡爾內齊斯 （希臘語：Ορέστης Καρνέζης, 1985年7月11日）是希臘的一位足球運動員，在場上司職守門員。他也代表希臘國家足球隊參加賽事。

## 榮譽

### 球會
那不勒斯
- 義大利盃冠軍：2019–20賽季

 里爾
- 法国足球甲级联赛冠軍：2020–21賽季[2]